# Parytjy
Parytjy (belarusiska: Парычы, samt ryska: Паричи: Paritji) är en köping i Belarus. Den ligger i voblasten Homels voblast, i den centrala delen av landet, 170 km sydost om huvudstaden Mіnsk. Parytjy ligger 135 meter över havet och antalet invånare är 1 833.

## Natur och klimat
Terrängen runt Parytjy är mycket platt. Runt Parytjy är det ganska tätbefolkat, med 54 invånare per kvadratkilometer.. Det finns inga andra samhällen i närheten. 
Omgivningarna runt Parytjy är en mosaik av jordbruksmark och naturlig växtlighet.